# Robertson (Sudafrica)
Robertson è una cittadina sudafricana situata nella municipalità distrettuale di Cape Winelands nella provincia del Capo Occidentale.

## Geografia fisica
La cittadina sorge a circa 135 chilometri a est di Città del Capo in una produttiva area viticola.